# Нестеренко, Анна Дмитриевна
Анна Дмитриевна Нестеренко (укр. Ганна Дмитрівна Нестеренко; 17 декабря 1924, село Яблонево (теперь Оржицкий район, Полтавская область, Украина — 11 сентября 2014) — украинский педагог, кандидат педагогических наук, член-корреспондент Академии педагогических наук СССР (с 1968 года), член-корреспондент Академии педагогических наук Украины (с 1992 года), Герой Социалистического Труда (с 1960 года).

## Биография
Родилась в селе Яблонево (ныне Оржицкий район Полтавской области).
С 1959 года работала директором школы-интерната в селе Верба Дубенского района Ровенской области.
ДепутатВерховного Совета Украинской ССР трех созывов — 6-го, 7-го и 8-го.
17 ноября 1992 была избрана членом-корреспондентом Академии педагогических наук Украины (отделение дидактики, методики и информационных технологий в образовании).